# عظايا المسطحة
العظايا المسطحة أو العظايا السرجية (الاسم العلمي: †Plateosauridae) هي فصيلة منقرضة من أشباه الصوروبوديات تتبع أصنوفة العظائيات المسطحة من أواخر العصر الثلاثي في أوروبا. على الرغم من أن العديد من الديناصورات قد تم تصنيفها على أنها من العظايا المسطحة على مر السنين فإن هذه الفصيلة تقتصر الآن على العظاءة المسطحة. في دراسة أخرى أدمج ييتس (2003) السلوصور أو العظاءة السرجية Sellosaurus ضمن جنس العظاءة المسطحة كنوع العظاءة المسطحة النحيلة (P. gracilis)